# Кременецьке лісництво
Кременецьке лісництво» — територіально-виробнича одиниця ДП «Кременецьке лісове господарство» Тернопільського обласного управління лісового та мисливського господарства, підприємство з вирощування лісу, декоративного садивного матеріалу.
Контора лісництва розташована в с. Підлісцях Кременецького району.

## Відомості
Площа лісових насаджень —  3559,3 га, всі розташовані в Кременецькому районі.
Є 7 майстерських дільниць. Середня площа майстерської дільниці — 508,5 га.

## Об'єкти природно-заповідного фонду
На території лісництва знаходяться такі об'єкти природно-заповідного фонду:
- Національний природний парк «Кременецькі гори» — квартали 40, 41, 43, 44, 46, 47, 71
- - Урочище «Олексюки» — кв. 8, лісове урочище «Олексюки»
  - Воронуха — кв. 26-35, лісове урочище «Воронуха»
  - Скелі Словацького — кв. 47 вид. 2, лісове урочище «Кременець»
  - Кременецька бучина № 1 — кв. 51 вид. 12, лісове урочище «Кременець»
  - Кременецька бучина № 2 — кв. 46 вид. 12, кв. 47 вид. 7, 14, лісове урочище «Кременець»
  - Модриново-букове насадження — кв. 51 вид. 8, 10, лісове урочище «Маслятин»
  - Сосна чорна (5 дерев) — кв. 12 вид. 1, лісове урочище «Тарнобір»
  - Сосна пірамідальна звичайна — кв. 15 вид. 4, лісове урочище «Тарнобір»